# Иванишин, Анатолий Алексеевич
 Анато́лий Алексе́евич Ивани́шин  (род. 15 января 1969) — российский космонавт-испытатель отряда ФГБУ «НИИ ЦПК имени Ю. А. Гагарина». 112-й космонавт России (СССР) и 525-й космонавт мира. Совершил три космических полёта. Первый полёт на транспортном пилотируемом корабле «Союз ТМА-22» в ноябре 2011 — апреле 2012 года к Международной космической станции. Участник основных космических экспедиций МКС-29/МКС-30. Продолжительность первого полёта составила более 165 суток. Второй полёт — в июле-октябре 2016 года командиром ТПК «Союз МС-01» и бортинженером экипажа МКС-48/49 основных космических экспедиций. Продолжительность второго полёта свыше 115 суток. Третий полёт, продолжительностью 196 суток, совершил в апреле-октябре 2020 года в качестве командира экипажа ТПК «Союз МС-16» и бортинженера экипажа Международной космической станции по программе основных космических экспедиций МКС-62/63. Общая продолжительность пребывания в космосе составила более 476 суток. Герой Российской Федерации. Лётчик-космонавт Российской Федерации. Полковник ВВС запаса. Почётный гражданин городов Гагарин и Иркутск.

## Биография
Анатолий Алексеевич Иванишин родился 15 января 1969 года в Иркутске в семье Алексея Анатольевича и Нины Николаевны Иванишиных. Учился в средней школе № 11 в Иркутске. Во время учёбы в школе занимался в секции парашютного спорта ДОСААФ и конструировал авиамодели. В 1986 году, после окончания школы, подал документы для поступления в Черниговское высшее военное авиационное училище лётчиков (ВВАУЛ), но не был принят, не прошёл медкомиссию по зрению. Анатолий вернувшись в Иркутск каждый день стал делать специальные упражнения для глаз, чтобы восстановить зрение и снова попробовать поступить в училище. В том же году поступил в Иркутский политехнический институт. Обучаясь в институте был членом кружка дельтапланеристов. После окончания 1 курса института, поступил со второй попытки в Черниговское высшее военное авиационное училище лётчиков (ВВАУЛ), которое окончил с золотой медалью в 1991 году.
С 1991 года проходил службу в строевой части Военно-воздушных сил в Борисоглебске Воронежской области. Летал на истребителе МиГ-29. С 1992 года служил в должности старшего лётчика-истребителя 159 авиаполка в Бесовце (Петрозаводск, Республика Карелия). Летал на истребителе Су-27. Освоил самолёт Л-39. Общий налёт к моменту зачисления в отряд космонавтов составлял 507 часов. Выполнил 550 прыжков с парашютом.
Имел квалификацию военного лётчика 3-го класса и офицера-водолаза. Инструктор парашютно-десантной подготовки. Приказом министра обороны РФ в сентябре 2012 года уволен из Вооружённых сил в запас. Полковник ВВС запаса.

### Космическая подготовка
В 1997 году прошёл профессиональный отбор и врачебную комиссию в Центральном военном научно-исследовательском авиационном госпитале для поступления в отряд космонавтов. Межведомственная комиссия не пропустила его кандидатуру из-за превышения роста стандартным параметрам на несколько сантиметров (рост Иванишина 182 см). Иванишину порекомендовали заниматься штангой, чтобы стать ниже. Он делал упражнения каждый день и параллельно обзванивал заводы по изготовлению ложемента для космонавта под его рост. Позже, по просьбе американских астронавтов, ограничения по росту для кандидатов в космонавты были сняты.
В 2003 году заочно окончил Московский государственный университет экономики, статистики и информатики по специальности «Прикладная информатика в экономике» и получил квалификацию «информатик-экономист». В том же году участвовал в наборе в отряд космонавтов ЦПК ВВС. 29 мая 2003 года решением Межведомственной комиссии по отбору космонавтов Иванишин был зачислен в отряд космонавтов Центра подготовки космонавтов имени Ю. А. Гагарина (ЦПК) в Звёздном городке. С 16 июня 2003 года по 28 июня 2005 года прошёл курс общекосмической подготовки. Сдал госэкзамены в ЦПК с оценкой «отлично». 5 июля 2005 года решением Межведомственной квалификационной комиссии ему присвоена квалификация «космонавт-испытатель».
С 2005 года по июль 2009 года проходил подготовку в составе группы специализации по программе Международной космической станции. С августа 2009 года готовился в составе дублирующего экипажа космической экспедиции МКС-26/27 в качестве командира транспортного пилотируемого корабля (ТПК) «Союз ТМА», бортинженера МКС-26 и командира МКС-27. В октябре 2009 года на космодроме Байконур принимал участие в тренировках в малом исследовательском модуле.
В период с 20 января по 2 февраля 2010 года в составе условного экипажа вместе с Антоном Шкаплеровым и Даниэлом Бёрбанком участвовал в двухсуточных тренировках на умение выжить в безлюдной местности в случае аварийной посадки спускаемого аппарата. Тренировки проходили в подмосковном лесу. 26 апреля 2010 года решением Межведомственной комиссии по отбору космонавтов и их назначению в составы пилотируемых кораблей и станций был аттестован в качестве космонавта отряда ФГБУ «НИИ ЦПК имени Ю. А. Гагарина». 14 декабря 2010 года на заседании Государственной комиссии на космодроме Байконур утверждён в качестве дублирующего командира экипажа корабля «Союз ТМА-20» и бортинженера космической экспедиции МКС-27/28. 4 марта 2011 года в Центре подготовки космонавтов вместе с космонавтом А. Шкаплеровым и астронавтом Д. Бёрбанком сдал экзаменационную тренировку на тренажёре ТДК-7СТ (тренажёр корабля «Союза-ТМА»). 5 марта 2011 года экипаж сдал предполётную экзаменационную тренировку на российском сегменте МКС. Комиссия Центра подготовки космонавтов оценила работу экипажа в ходе комплексной двухдневной тренировки на «отлично».
11 марта 2011 года Иванишин решением Межведомственной комиссией в ЦПК имени Ю. А. Гагарина был утверждён в качестве бортинженера дублирующего экипажа корабля «Союз ТМА-21». 4 апреля 2011 года на заседании Государственной комиссии на космодроме Байконур утверждён в качестве бортинженера дублирующего экипажа корабля «Союз ТМА-21».
22 августа 2011 года на заседании Государственной медицинской комиссии (ГМК) в Центре подготовки космонавтов (ЦПК) имени Ю. А. Гагарина был признан годным к космическому полёту в качестве бортинженера основного экипажа корабля «Союз ТМА-22». 1 сентября 2011 года в Центре подготовки космонавтов вместе с А. Шкаплеровым и Д. Бёрбанком сдал экзаменационную тренировку на российском сегменте МКС. 2 сентября 2011 года экипаж сдал предполётную экзаменационную тренировку на тренажёре ТДК-7СТ. 12 ноября 2011 года на заседании Государственной комиссии по проведению лётных испытаний пилотируемых космических комплексов под председательством руководителя Федерального космического агентства Владимира Поповкина Иванишин был утверждён в качестве бортинженера основного экипажа ТПК «Союз ТМА-22».
С 2017 года — инструктор-космонавт-испытатель 1-го класса.
15 октября 2021 года уволен из отряда космонавтов Роскосмоса по собственному желанию, в связи с тем, что планирует свою дальнейшую деятельность посвятить науке.

## Первый полёт

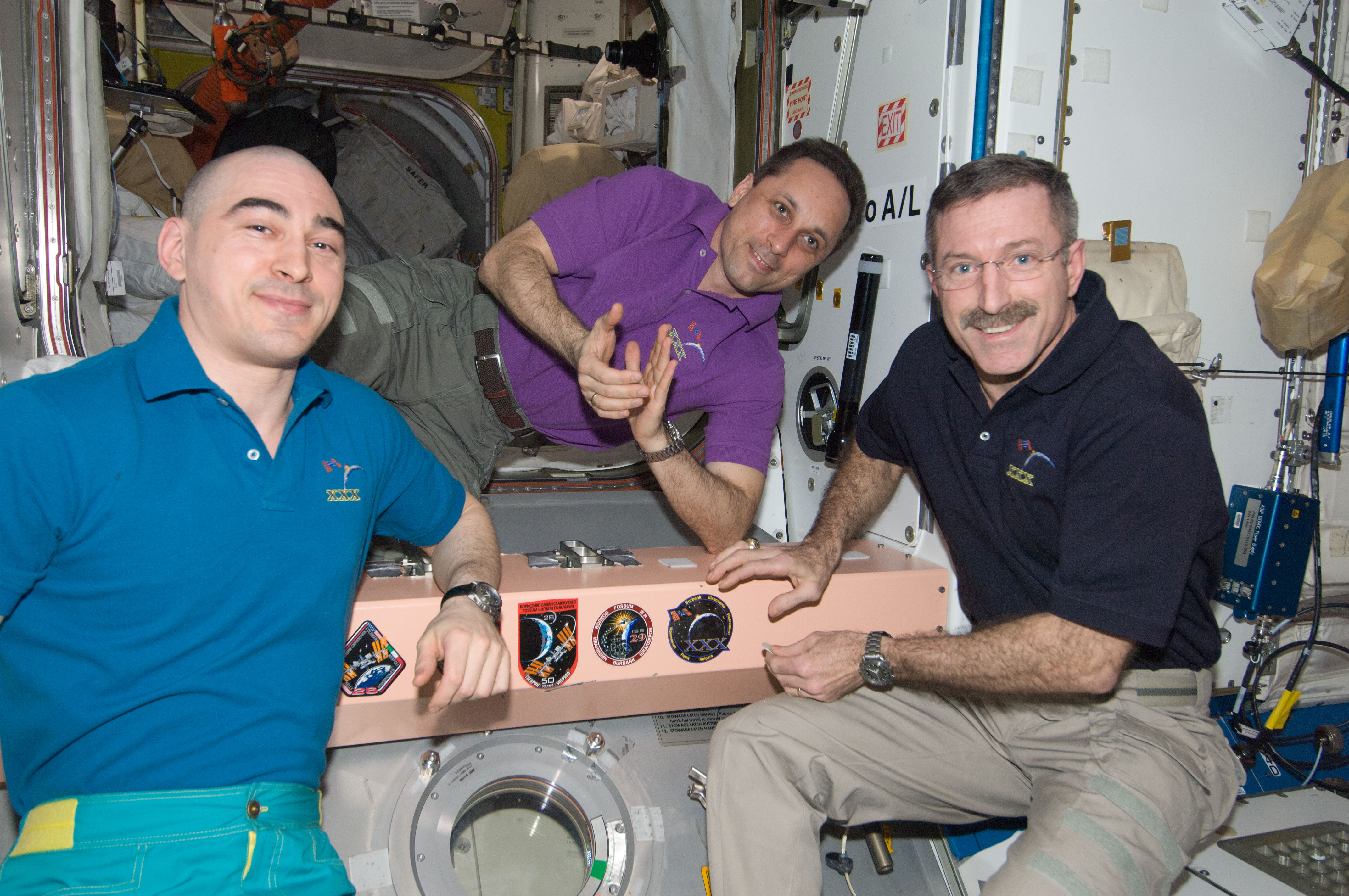
Экипаж «Союз ТМА-22» на борту МКС

Полёт транспортного пилотируемого корабля «Союз ТМА-22» был первоначально запланирован на 30 сентября 2011 года, но из-за аварии грузового космического корабля «Прогресс М-12М» старт перенесли на ноябрь. Иванишин стартовал 14 ноября 2011 года в качестве бортинженера экипажа космического корабля «Союз ТМА-22» (позывной — «Астрей») и экипажа Международной космической станции по программе 29-й и 30-й основной космической экспедиции. 16 ноября 2011 года корабль «Союз ТМА-22» в автоматическом режиме пристыковался к Международной космической станции на стыковочный узел модуля «Поиск».
Во время экспедиции Иванишин участвовал в 37 научных медико-биологических экспериментах и исследованиях, среди которых были «Биоэмульсия», «ОЧБ», «БИФ», «Кристаллизатор», «Иммуно», «Арил», «Полиген», «Идентификация», «Матрёшка-Р» и других, проводил работы по дооснащению станции дополнительным оборудованием и поддержанию её работоспособности.
Во время полёта Иванишин провёл открытый сеанс радиосвязи, во время которого радиолюбители всей планеты могли поймать сигнал и послушать беседу с космонавтом.
28 апреля 2012 года в 15:45 после 165-суточной экспедиции (продолжительность полёта: 165 суток 7 часов 31 минута) экипаж космического корабля «Союз ТМА-22» вернулся на Землю. Спускаемый аппарат корабля приземлился в Казахстане в районе г. Аркалык. Полёт «Союз ТМА-22» стал завершающим в серии пилотируемых космических кораблей серии «Союз-ТМА» с аналоговыми системами управления, на смену которым пришли модернизированные «цифровые» космические корабли «Союз ТМА-М».

## Подготовка ко второму полёту
Космонавт Иванишин проходил подготовку в качестве командира дублирующего экипажа ТПК «Союз ТМА-19М» и командира основного экипажа ТПК «Союз МС», старт которого запланирован на 7 июля 2016 года.
Со 2 по 4 февраля 2015 года Иванишин в составе экипажа ТПК «Союз МС», вместе с Такуя Ониси и астронавтом (НАСА) Кэтлин Рубинс прошёл двухсуточную тренировку по действиям в случае аварийной посадки в лесисто-болотистой местности зимой. В течение 48 часов экипаж отрабатывал операции, необходимые при выживании в случае нештатной посадки спускаемого аппарата.
В феврале 2015 года находился в командировке в Хьюстоне на занятиях по аварийным режимам на американском сегменте МКС, в марте 2015 года экипаж «Союз МС» провёл совместные тренировки в Центре подготовки космонавтов имени Ю. А. Гагарина на тренажёре корабля «Союз».
31 мая 2016 года решением Межведомственной комиссии Анатолий включён в состав основного экипажа в качестве командира корабля «Союз МС» и командира МКС-49.

## Второй полёт
Первоначально планировалось, что корабль будет запущен 21 июня 2016 года, однако с целью дополнительного тестирования оборудования старт отложили, сначала на 24 июня, а затем на 7 июля. В связи с этим был также перенесён запуск транспортного корабля «Прогресс МС-03» (с 7 на 17 июля).
Иванишин стартовал 7 июля 2016 года в 04:26 (мск) в качестве командира экипажа космического корабля «Союз МС» (позывной — «Иркут») и экипажа Международной космической станции по программе МКС-48/ 49 основных космических экспедиций.
30 октября 2016 года в 03:35 мск корабль «Союз МС» отстыковался от Международной космической станции. В 6:59 мск осуществлена посадка экипажа корабля в 149 км юго-восточнее города Жезказган в Казахстане. Продолжительность пребывания в космическом полёте экипажа экспедиции МКС-48/49 составила 115 суток 2 часа 22 минуты.

## Подготовка к третьему полёту
С апреля 2019 года проходит подготовку в качестве командира дублирующего экипажа космических экспедиций МКС-63/64 и экипажа ТПК «Союз МС-16». 19 февраля 2020 года российские члены основного экипажа пилотируемого корабля «Союз МС-16» — космонавты Роскосмоса Николай Тихонов и Андрей Бабкин были заменены на дублёров по медицинским показаниям. Командиром основного экипажа корабля «Союз МС-16» назначен Анатолий Иванишин, бортинженером Иван Вагнер.

### Третий полёт

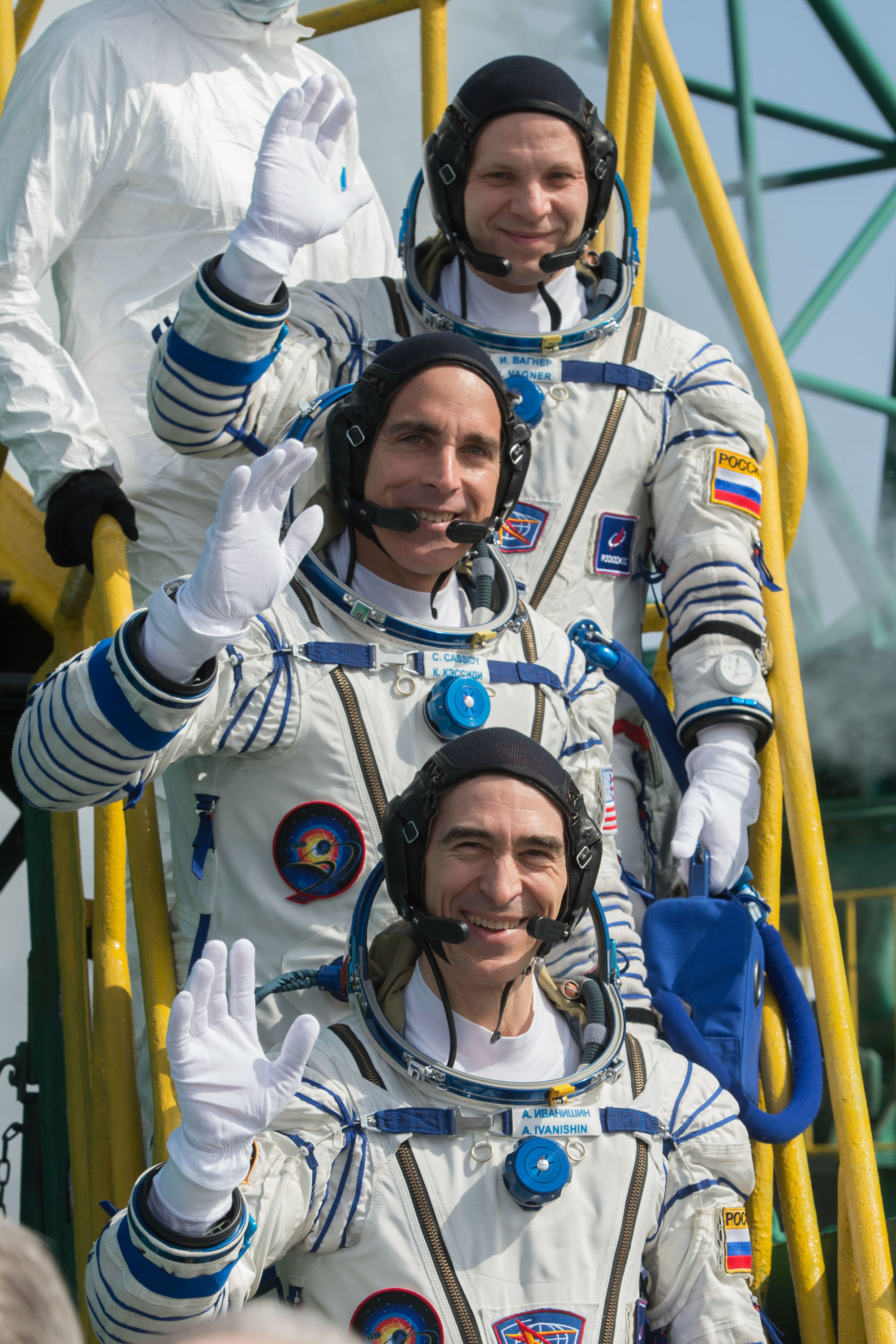
Экипаж ТПК «Союз МС-16» перед стартом 9 апреля 2020

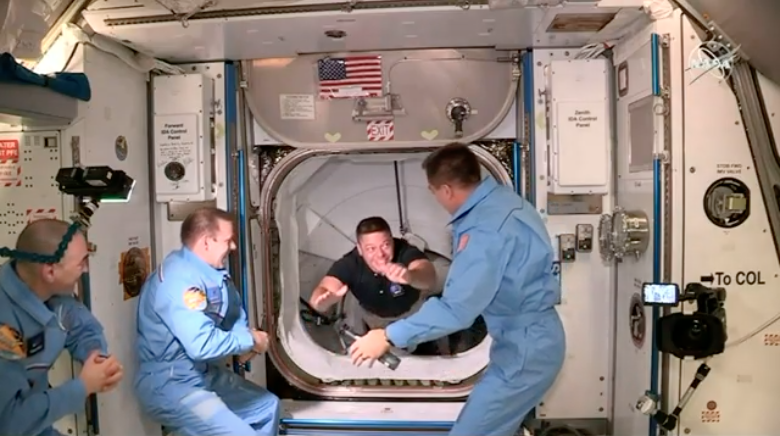
Иван Вагнер, Крис Кэссиди и Анатолий Иванишин встречают на МКС Роберта Бенкена, прибывшего на частном корабле Crew Dragon 31 мая 2020 года

Стартовал 9 апреля 2020 года в 11:05:06 мск со стартового комплекса площадки № 31 космодрома Байконур в качестве командира экипажа ТПК «Союз МС-16» и космических экспедиций МКС-62/63, бортинженер-1 — космонавт Роскосмоса Иван Вагнер и бортинженер-2 астронавт НАСА Крис Кэссиди. Сближение корабля с МКС выполнялось по укороченной четырёхвитковой схеме. Автоматическая стыковка со станцией произошла через шесть часов в 17:13:21 мск.
22 октября 2020 года в 02:32 мск корабль «Союз МС-16» отстыковался от Международной космической станции. В 5:54:12 мск осуществлена посадка экипажа корабля в 147 км юго-восточнее города Жезказган в Казахстане. Продолжительность пребывания в космическом полёте экипажа экспедиции составила 195 суток 18 часов 49 минут.
Статистика
| # | Стартовый корабль | Старт, UTC        | Экспедиция             | Корабль посадки | Посадка, UTC      | Налёт                        | Выходы в открытый космос | Время в открытом космосе |
| - | ----------------- | ----------------- | ---------------------- | --------------- | ----------------- | ---------------------------- | ------------------------ | ------------------------ |
| 1 | Союз ТМА-22       | 14.11.2011, 04:14 | Союз ТМА-22, МКС-29/30 | Союз ТМА-22     | 27.04.2012, 11:45 | 165 суток 07 часов 31 минута | 0                        | 0                        |
| 2 | Союз МС-01        | 07.07.2016, 01:36 | Союз МС-01, МКС-48/49  | Союз МС-01      | 30.10.2016, 03:58 | 115 суток 2 часа 22 минуты   | 0                        | 0                        |
| 3 | Союз МС-16        | 09.04.2020, 08:05 | Союз МС-16, МКС-62/63  | Союз МС-16      | 22.10.2020, 02:54 | 195 суток 18 часов 49 минут  | 0                        | 0                        |
|   |                   |                   |                        |                 |                   | 476 суток 04 часа 41 минута  | 0                        | 0                        |

## Награды и почётные звания
Российские награды:

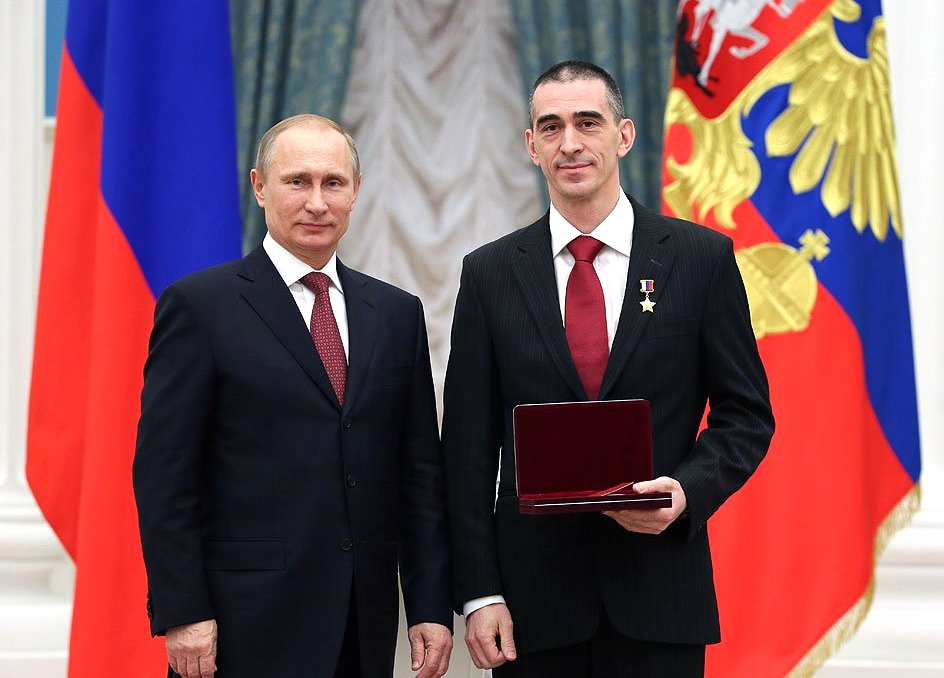
Вручение звезды Героя Российской Федерации. 25 декабря 2013 года

- Герой Российской Федерации (Медаль «Золотая Звезда» вручена 25 декабря 2013 года[25]);
- Орден «За заслуги перед Отечеством» IV степени (26 марта 2018 года) — за мужество и высокий профессионализм, проявленные при осуществлении длительного космического полёта на Международной космической станции[26];
- медаль «За воинскую доблесть» II степени;
- медали «За отличие в военной службе» I, II, III степени;
- медаль «За службу в Военно-воздушных силах»;
- юбилейная медаль «50 лет первому полёту человека в космос»[1];
- Знак преподобного Сергия Радонежского (Московская область, 15 января 2021 года) — за особо плодотворную государственную, благотворительную и общественную деятельность на благо Московской области[27].

Иностранные:
- Медаль «За космический полёт» (NASA Space Flight Medal);
- Медаль «За выдающуюся общественную службу» (NASA Distinguished Public Service Medal)[1].

Почётные звания:
- Лётчик-космонавт Российской Федерации[25];
- Почётный гражданин города Гагарин (9 марта 2013 года) — за большие заслуги в области исследования, освоения и использования космического пространства, многолетнюю добросовестную работу, активную общественную деятельность, продолжение звёздного подвига Юрия Алексеевича Гагарина[3];
- Почётный гражданин города Иркутск (31 мая 2018 года)[28][29].

## Семья, личная жизнь
Анатолий Алексеевич Иванишин женат на своей однокласснице Светлане. Супруги венчались в Крестовоздвиженской церкви г. Иркутска. В семье растёт сын Владислав (рождён. 1993). Светлана Альбертовна Иванишина окончила Иркутский институт народного хозяйства (сейчас — Байкальский государственный университет), а в 2006 году — Академию госслужбы при Президенте РФ.
Анатолий Иванишин проводит общественную работу по пропаганде космонавтики в школьных учебных заведениях. Ведёт активный образ жизни. 30 марта 2007 года Анатолий Иванишин сыграл одну игру в телевизионном элитарном клубе «Что? Где? Когда?» за команду космонавтов (в составе Сергея Рязанского, Александра Самокутяева, Антона Шкаплерова, Мухтара Аймаханова и Сергея Жукова). 8 октября 2013 года Анатолий Иванишин вместе с космонавтом Олегом Новицким стал факелоносцем второго московского этапа эстафеты Олимпийского огня Зимних Олимпийских игр в Сочи.